# USS Henry M. Jackson (SSBN-730)
L’USS Henry M. Jackson (SSBN-730) est un sous-marin nucléaire lanceur d’engins de la classe Ohio de l’United States Navy. Il est en service depuis 1984. Il est le seul sous-marin de l'US Navy à porter le nom du sénateur de l'état de Washington Henry M. Jackson (1912-1983) et le seul sous-marin de la classe Ohio à ne pas porter le nom d'un état des États-Unis

## Construction et mise en service
Le Henry M. Jackson devait initialement se nommer Rhode Island. Le contrat de construction du Rhode Island fut accordé à la division Electric Boat de General Dynamics à Groton, dans le Connecticut, le 6 juin 1977. Sa quille fut posée le 19 janvier 1981. Peu après le décès du sénateur Jackson, le 1er septembre 1983, alors qu'il était en plein mandat, le nom du sous-marin fut changé en Henry M. Jackson, Rhode Island devenant le nom du SSBN-740.
Il fut lancé le 15 octobre 1983, parrainé par la fille du sénateur Jackson. Il fut placé dans le service actif le 6 octobre 1984 sous le commandement du capitaine R. Tindal pour l'équipage bleu et du capitaine M. A. Farmer pour l'équipage or (équivalent équipage rouge dans la Marine nationale).